# Libania Grenotová
Libania Grenotová (* 12. července 1983 Santiago de Cuba) je kubánská atletka, běžkyně na 400 metrů, reprezentující od roku 2008 Itálii, mistryně Evropy z roku 2014 i 2016.

## Sportovní kariéra
V roce 2008 startovala na olympiádě v Pekingu, kde postoupila do semifinále běhu na 400 metrů. Stejného umístění dosáhla na následující olympiádě v Londýně v roce 2012. Největším úspěchem se pro ni stal titul mistryně Evropy v běhu na 400 metrů na šampionátu v Curychu v roce 2014. Titul obhájila o dva roky později na mistrovství Evropy v Amsterdamu. V roce 2016 startovala také na olympiádě v Rio de Janeiro, zde doběhla ve finále běhu na 400 metrů osmá.
Její osobní rekord na této trati je 50,30 z roku 2009.